# Saison 4 de PJ
Chronologie
Saison 3 de PJ Saison 5 de PJ
Cet article présente le guide des épisodes de la saison 4 de la série télévisée PJ.

## Acteurs principaux
- Bruno Wolkowitch : Vincent Fournier
- Charles Schneider : Bernard Léonetti
- Lisa Martino : Marie Lopez
- Marc Betton : Commissaire Meurteaux
- Valérie Bagnou-Beido : Nadine
- Thierry Desroses : Alain Porret
- Cécile Richard : Maud Saurin
- Raphaëlle Bruneau (créditée Raphaëlle Lubansu à partir du #31 / 4.07): Chloé Mathieu
- Emmanuelle Bach : Agathe
- Guillaume Cramoisan : Franck

## Épisode 1:Légitime défense
- Numéro : 25 (4.1)
- Scénaristes :
- Réalisateur : Gérard Vergez
- Première diffusion : 
  -  France : 7 avril 2000 sur France 2
- Invités : Charlotte Maury-Sentier, Isabelle Petit-Jacques, Aude Briant, Josiane Stoleru ; Laurent Berthet, Jean-Pierre Lazzerini, Perkins Lyauthey, Gregoire Bonnet, Manuel Lelievre, Daniel Kenigsberg, Philippe Kara-Mohamed, Gilbert Guillaud, Luc Palun, Myriam Tadesse, Nadir Legrand, Benoît Tachoires
- Résumé : Un commerçant attaqué et blessé par un couteau à cran d'arrêt, a tiré sur son agresseur. Après enquête, il apparaît que l'homme reculait quand le commerçant a tiré et que celui-ci n'était donc plus en état de légitime défense. Les associations de commerçants font pression pour qu'il soit libéré. De leur côté, Bernard et Chloé s'occupent de la plainte d'une femme dont le fils de 20 ans s'est donné la mort par médicaments et qui, pense-t-elle, ne s'est pas suicidé tout seul. De plus Chloé est contactée par son oncle, qui lui demande de noter ses collègues en fonction de leurs opinions politiques.

## Épisode 2:Non assistance à personne en danger
- Numéro : 26 (4.2)
- Scénaristes :
- Réalisateur : Gérard Vergez
- Première diffusion : 
  -  France : 14 avril 2000 sur France 2
- Invités : Charlotte Maury-Sentier, Isabelle Petit-Jacques ; Laurent Berthet, Fabien Thomann, Boris Napes, Jean-Luc Abel, Mikaël Chirinian, Jalil Naciri, Alain Cauchi, Benoit Bellal, Zoon, Gregor Clavreul, Sébastien Cotterot, Julia Pierrini, Danielle Lopes, Luc Palun
- Résumé : Maud est blessée lors d'une intervention pour cambriolage d'une épicerie. Deux hommes masqués emportent de la viande avariée. L'un des bandits est retrouvé par Bernard et Alain. Il faut absolument retrouver le second qui risque d'empoisonner toute sa famille avec son butin. Pendant ce temps, Vincent et Marie arrêtent un client d'un bar, qui a agressé le propriétaire de l'établissement. Le prévenu prétend que le patron du bistrot est raciste et n'arrêtait pas de l'injurier.

## Épisode 3:Détournement
- Numéro : 27 (4.3)
- Scénaristes :
- Réalisateur : Gérard Vergez
- Première diffusion : 
  -  France : 21 avril 2000 sur France 2
- Invités : Isabelle Petit-Jacques ; Fabien Thomann, Antoine Scotto, Gérard Dournel, Chokuh Nadjma, Pierre Aussedat, Nanou Garcia, Alexandre Donders, Jean Alibert, Olivier Pierre, Kaya Guner, Raphaëlle Dalaine
- Résumé : Une femme a été ébouillantée à l'huile dans un ménage turc. À la suite du témoignage d'un voisin affirmant que la femme était continuellement battue, Maud et Vincent soupçonnent que ce n'est pas un accident mais une agression. La belle-mère de la victime soutient la thèse de l'accident. Il faut retrouver le mari qui a quitté le domicile conjugal. D'autre part, Bernard et Alain s'occupent de la plainte d'un chef d'entreprise, qui accuse sa comptable de détourner de fortes sommes d'argent. L'accusée nie d'abord en bloc, puis argue que son patron lui devait des heures supplémentaires. De plus Bernard et Vincent montent un piège pour prendre un couple en flagrant délit de grivèlerie dans un restaurant. Bernard en profite pour s'offrir un plantureux repas aux frais de la République. Enfin, à la suite de ses blessures, Maud accuse une baisse de vision qui la rend inapte au service sur le terrain.
- Remarque : Cet épisode marque l'arrivée du Capitaine Agathe Monnier, interprétée par Emmanuelle Bach.

## Épisode 4:Garde à vue
- Numéro : 28 (4.4)
- Scénaristes :
- Réalisateur : Gérard Vergez
- Première diffusion : 
  -  France : 28 avril 2000 sur France 2
- Invités : Charlotte Maury-Sentier, Isabelle Petit-Jacques, François Frapier, Michèle Grellier ; Laurent Berthet, Fabien Thomann, Nadia Vadori, Didier Terron, Anthony Decadi, Barthelemy Goutet, Benoit Basset, Christophe Aquilon, Jocelyn Quivrin, Erwan Kawczinski, Philippe Risler
- Résumé : Un certain Pélissier dont la ligne téléphonique a été coupée, a agressé une employée des télécoms et l'a blessée. Vincent et Alain sont chargés de l'enquête. Mais à la vue des deux policiers, Pélissier menace de se jeter par la fenêtre. Vincent tente de le raisonner, tandis qu'Alain cherche des secours. Pélissier fait promettre aux deux hommes de ne pas l'arrêter, car si on le condamnait, il perdrait définitivement la garde de son fils. Quant à Bernard, Chloé et Agathe, ils interrogent un jeune voyou âgé de 15 ans, auteur d'un vol d'arme chez un commerçant. Pour faire croire qu'il a été victime de violences, celui-ci se cogne le nez contre la table. Meurteaux décide alors de le relâcher.

## Épisode 5:Esclavage
- Numéro : 29 (4.5)
- Scénaristes :
- Réalisateur : Benoît d'Aubert
- Première diffusion : 
  -  France : 5 mai 2000 sur France 2
- Invités : Isabelle Petit-Jacques; Fabien Thomann, Sa'adatu Balde, Félicité Wouassi, Olivier Lusse, Christophe Florian, Chantal Baroin, Volodia Serre, Nicolas Pignon, Jean-Christophe Folly, Jean-Yves Chatelais, Isabelle Gomez
- Résumé : Une jeune malienne, Zéphira, est passée par la fenêtre. À l'hôpital, Vincent et Bernard apprennent que la jeune fille a été frappée à la tête avant de tomber, qu'elle est épuisée et mal nourrie. Sa tante, chez qui elle vit, semble la maltraiter ; elle finit par avouer l'avoir achetée à son père et l'avoir frappée avec un fer à repasser. Pendant ce temps, au commissariat, Chloé, Alain et Agathe recueillent la plainte d'un élève en architecture victime d'un bizutage accompagné de viol effectué par un ainé, un certain Rovet. L'enquête fait apparaître que le tout a été orchestré par un architecte célèbre.

## Épisode 6:Tourisme sexuel
- Numéro : 30 (4.6)
- Scénaristes :
- Réalisateur : Benoît d'Aubert
- Première diffusion : 
  -  France : 12 mai 2000 sur France 2
- Invités : Charlotte Maury-Sentier, Isabelle Petit-Jacques, Aladin Reibel, Élisabeth Commelin, Hélène Duc ; Eric Bonicatto, André Chaumeau, Anne Le Ny, Jacques Marchand, Guy Lecluyse, Thomas Salsmann
- Résumé : Une femme porte plainte pour le vol de la tombe de son frère dans un cimetière. Sur place, Agathe et Alain se heurtent au scepticisme du gardien. Les deux policiers soupçonnent ce dernier. D'autre part, un photographe apporte à la P.J. Saint-Martin une série de photos prises par un pédophile dont le nom serait Choiseul. Vincent et Bernard, après recherches, arrivent chez un Choiseul, inspecteur d'académie, qui nie. Mais en examinant son passé, ils apprennent qu'il y a sept ans, Choiseul a déjà été suspecté d'abus sexuel sur un mineur âgé alors de 12 ans. Ce dernier est convoqué. Enfin c’est le mariage de Simone et du Commissaire.
- Remarque : le Commissaire Meurteaux apprend la mutation du Lieutenant Lopez en Martinique

## Épisode 7:Braquage [1/2]
- Numéro : 31 (4.7)
- Scénaristes :
- Réalisateur : Gérard Vergez
- Première diffusion : 
  -  France : 29 septembre 2000 sur France 2
- Invités : Sophie de la Rochefoucauld (Marianne Pontardieux), Isabelle Petit-Jacques, Marina Moncade (Gisèle), Frédéric Quiring (Patrick), Didier Brice (Yvan), Melissa Maylee (Lucie) ; Laurent Berthet, Bernard Charnace, Jean-Michel Couegnas, Cédric Enimie, Grégory Galin, Nicolas Grandhomme, Vanessa Jarry, Abel Jeffri, Marc Lesage, Philippe Lellouche, Gérald Maillet, Katherina Marx, Pascal Perroz, Solo, Emmanuel Vieilly
- Résumé : Chloé Mathieu a été délestée de ses économies à la suite d'un faux contrat de location d'appartement qu'elle a naïvement réglé en liquide. Un dealer arrêté par Agathe et Alain révèle qu'une agence bancaire du quartier va être attaquée avant peu. Vincent et Alain se rendent sur place, mais il est trop tard. Deux gangsters prennent en otage le personnel et les clients - dont les deux policiers -, tandis qu'un troisième complice s'enfuit en camionnette. Les malfrats forcent le directeur de l'agence à ouvrir le coffre. Celui-ci actionne l'alarme, ce qui déclenche la fureur des bandits : une jeune fille est grièvement atteinte, un des voyous est touché à la jambe et Alain est blessé au bras. La brigade de la P.J Saint-Martin arrive sur les lieux, bientôt suivie de la BRI et de la directrice de cabinet du préfet.

## Épisode 8:Braquage [2/2]
- Numéro : 32 (4.8)
- Scénaristes :
- Réalisateur : Gérard Vergez
- Première diffusion : 
  -  France : 6 octobre 2000 sur France 2
- Invités :Sophie de la Rochefoucauld, Marina Moncade, Frédéric Quiring, Didier Brice, Melissa Maylee
- Résumé : Bernard et Chloé ont découvert l'identité du chauffeur de la camionnette en fuite des braqueurs. Il s'agit d'une femme, mère d'un petit garçon, compagne de l'un des bandits et sœur de l'autre. Dans la banque, Vincent, dont les malfrats ignoraient toujours qu'il est policier et armé, est démasqué par ces derniers.

## Épisode 9:Disparition
- Numéro : 33 (4.9)
- Scénaristes :
- Réalisateur : Gérard Vergez
- Première diffusion : 
  -  France : 13 octobre 2000 sur France 2
- Invités : Philippe Polet, Hélène Foubert, Melissa Maylee, Isabelle Petit-Jacques
- Résumé : Vincent, Bernard et Chloé enquêtent sur un cambriolage effectué dans les locaux d'une secte et au cours duquel une femme a été blessée. Le chef soupçonne le mari de la victime, un ancien adepte décrit comme agressif, actuellement séparé de son épouse. Nos policiers constatent que les cambrioleurs ne s'intéressaient qu'au matériel informatique. D'autre part, Agathe et Alain reçoivent une femme qui porte plainte pour tentative de viol. Ils identifient rapidement un suspect, mais l'homme a un excellent alibi. Entretemps Vincent, criblé de dettes, est harcelé par son créancier. Il reçoit la plainte d'une jeune femme concernant des travaux bruyants effectués la nuit par son voisin du dessus ; deux femmes de l'immeuble auraient même disparu.

## Épisode 10:Règlement de comptes
- Numéro : 34 (4.10)
- Scénaristes :
- Réalisateur : Gérard Vergez
- Première diffusion : 
  -  France : 20 octobre 2000 sur France 2
- Invités : Emmanuelle Escourrou, Melissa Maylee, Marc Rioufol,  Driss El Haddaoui, Philippe Berodot, Sandra Cheres, Isabelle Petit-Jacques
- Résumé : La femme d'un gangster emprisonné à Fleury-Mérogis est agressée dans la rue, mais refuse de porter plainte. Vincent et Bernard découvrent que le mari, malfrat dangereux, a été incarcéré pour un braquage qui lui a rapporté une petite fortune. L'enquête débouche sur une affaire de vengeance, la femme ayant un amant. Agathe et Alain enregistrent la plainte d'une jeune femme, agent de change, qui accuse deux de ses collègues de l'avoir violée sous les yeux d'un troisième. Une fois arrêtés, les suspects nient tout en bloc.
- Remarque : Cet épisode marque l'arrivée du Commandant Franck Lamougies, interprété par Guillaume Cramoisan.

## Épisode 11:Affaires de famille
- Numéro : 35 (4.11)
- Scénaristes :
- Réalisateur : Christian François
- Première diffusion : 
  -  France : 27 octobre 2000 sur France 2
- Invités : Isabelle Petit-Jacques, Jules Sitruck, Xavier Montariol, Martine Maximin, Esse Lawson, Lydia Ewande
- Résumé : Agathe et Meurteaux enquêtent sur l'accident dont a été victime un garçon de 12 ans, renversé par un chauffard selon deux jeunes témoins. Leur témoignage, assez suspect, met en cause un conducteur de voiture rouge. Au même moment, une fillette noire est admise d'urgence à l'hôpital. Elle vient de subir une excision. Dans un premier temps, sa mère nie en bloc ces accusations, mais finit par admettre les faits, sans toutefois divulguer l'identité de l'exciseuse. Mais la gamine meurt des suites de ses blessures, et sa sœur aînée, écœurée par ce drame, livre aux autorités le nom de la coupable.

## Épisode 12:Bavure
- Numéro : 36 (4.12)
- Scénaristes :
- Réalisateur : Christian François
- Première diffusion : 
  -  France : 3 novembre 2000 sur France 2
- Invités : Isabelle Petit-Jacques, Yves Beneyton, Christelle Labaude, Thierry Ragueneau, Jean-Baptiste Martin, Christophe Veillon, Alexandre Leauthaud, Denis Jousselin
- Résumé : Bernard et Alain enquêtent sur un vol doublé d'une agression. La victime, un homme marié père de famille, est fort embarrassée. Son agresseur est en effet un homme qu'il avait dragué la nuit, puis introduit chez lui dans un but inavouable à son épouse, profitant de l'absence de celle-ci. Au cours de leurs investigations, les deux inspecteurs sont appelés d'urgence pour interpeller en flagrant délit des voleurs qui viennent d'entrer dans un restaurant. Agathe tire sur un prétendu voleur, qui n'est autre qu'un membre de la brigade anti-criminalité, également présent sur les lieux. L'enquête de l'IGS du Commissaire Divisionnaire Hoffmann met gravement en cause Agathe mais Franck arrange la situation. On apprend à cette occasion (41 min 25 s) qu'il est franc-maçon. Le suicide de Mathilde bouleverse Bernard qui va entamer une lente descente aux enfers.